# Луту-Рошу
Луту-Рошу (рум. Lutu Roșu) — село у повіті Прахова в Румунії. Входить до складу комуни Бертя.
Село розташоване на відстані 93 км на північ від Бухареста, 38 км на північний захід від Плоєшті, 47 км на південь від Брашова.

## Населення
За даними перепису населення 2002 року у селі проживали 200 осіб, усі — румуни. Усі жителі села рідною мовою назвали румунську.